# Heliocontia vinculis
Heliocontia vinculis là một loài bướm đêm trong họ Noctuidae.